# Sydkoreas armé
Sydkoreas armé, Republic of Korea Army (ROKA; Koreanska: 대한민국 육군; Hanja: 大韓民國 陸軍; Reviderad romanisering: Daehanminguk Yuk-gun), även känd som ROK Army, är Sydkoreas markbaserade försvarsgren. Det är den största försvarsgrenen med 506 000 man år 2012. Denna stora storlek är möjlig på grund av värnpliktssystemet i Sydkorea som gör att alla män i Sydkorea måste tjänstgöra. Armens största syfte är att möta deras nordkoreanska motsvarighet.
Armén är det vapenslag som kommer påverkas kraftigast av försvarsrefromen 2020 som ämnar att minska storleken på försvaret kraftigt, detta leder till att armén ska minska från 47 divisioner till 24 divisioner (detta är räknat i både aktiva och reserver).

## Struktur
Armén är organiserad att arbeta i bergig terräng som är typiskt för den koreanska halvön och i Nordkorea (70%), som till för att möta mer än en miljon soldater från Nordkoreas väpnade styrkor i Koreanska Folkarmén. Armén var ursprungligen uppdelad i tre arméer: den första armén (FROKA), den andra armén (2:a OC) och tredje armén (trokar), var och en med sitt eget huvudkontor, kårer och divisioner. Tredje armén var ansvarig för att försvara huvudstaden Seoul, och de västra delarna av den demilitariserade zonen. Första armén var ansvarig för försvaret av den östra delen av den demilitariserade zonen, medan den andra armén ligger i bakre läge längre söderut i landet.
Armén har genomgått en omstrukturering för att minska överlappningar. Andra armén var 2006 förvandlades till "andra kommando", medan de andra två arméerna slogs samman 2010 till den nya "första kommando".